# Hwangnam-dong
Hwangnam-dong (koreanska: 황남동) är en stadsdel i stadskommunen Gyeongju  i provinsen Norra Gyeongsang i den östra delen av Sydkorea, 280 km sydost om huvudstaden Seoul. 